# Umm an-Na'san
Umm an Na‘sān (arabiska: أُمّ اَلنَّعْسَان) är en ö i Bahrain.   Den ligger i Norra provinsen, i den nordvästra delen av landet. Arean är 19,4 kvadratkilometer.
Terrängen på Umm an Na‘sān är mycket platt. Öns högsta punkt är 10 meter över havet. Den sträcker sig 5,9 kilometer i nord-sydlig riktning, och 4,6 kilometer i öst-västlig riktning.